# Pandemia de COVID-19 en Moldavia
La pandemia de COVID-19 en Moldavia es parte de la pandemia mundial de enfermedad por coronavirus 2019 ( COVID-19 ) causada por el síndrome respiratorio agudo severo coronavirus 2 ( SARS-CoV-2 ). Se confirmó que el virus había llegado a la República de Moldavia el 7 de marzo de 2020, cuando una mujer moldava que regresó de Italia dio positivo en la prueba del nuevo coronavirus. Dado que el número de personas infectadas comenzó a aumentar durante los próximos días, el 17 de marzo de 2020 el Parlamento declaró el estado de emergencia para todo el territorio de la República de Moldavia por un período de 60 días (17 de marzo - 15 de mayo de 2020). El 18 de marzo de 2020 se registró la primera muerte causada por COVID-19. El 23 de marzo de 2020, el número total de casos confirmados superó los 100 y el 7 de abril de 2020 este número superó los 1000. Para el 10 de abril de 2020, se habían confirmado casos en todas las regiones del país, incluida la región de Transnistria. El 27 de abril de 2020, el número total de muertes superó las 100.
El 15 de mayo de 2020, en el último día del estado de emergencia declarado por el Parlamento el 17 de marzo de 2020, la Comisión Nacional Extraordinaria de Salud Pública declaró el estado de emergencia en salud pública para todo el territorio de la República de Moldavia durante el período del 16 de mayo al 30 de junio de 2020. El 9 de junio de 2020, el número total de casos confirmados superó los 10.000. El 1 de septiembre de 2020, el número de muertes superó las 1.000.
Hasta el 7 de junio de 2022, se contabiliza la cifra de 518,793 casos confirmados 11,521 fallecidos y 504,142 pacientes recuperados del virus.

## Antecedentes
El 12 de enero, la Organización Mundial de la Salud (OMS) confirmó que un nuevo coronavirus era la causa de una enfermedad respiratoria en un grupo de personas en la ciudad de Wuhan, provincia de Hubei, China, que inicialmente habían llamado la atención de la OMS el 31 de diciembre de 2019.
A diferencia del SARS de 2003 , la tasa de letalidad de COVID-19 ha sido mucho menor, pero la transmisión ha sido significativamente mayor, con un número total de muertes significativo.

## Cronología

### Antes del 24 de febrero de 2020
| Casos de COVID-19 en Moldavia Muertes Recuperaciones Casos activos 20202021marabrmayjunjulagosepoctnovdicenefebmarabrmayÚltimos 15 días                                                                             | Casos de COVID-19 en Moldavia Muertes Recuperaciones Casos activos 20202021marabrmayjunjulagosepoctnovdicenefebmarabrmayÚltimos 15 días | Casos de COVID-19 en Moldavia Muertes Recuperaciones Casos activos 20202021marabrmayjunjulagosepoctnovdicenefebmarabrmayÚltimos 15 días | Casos de COVID-19 en Moldavia Muertes Recuperaciones Casos activos 20202021marabrmayjunjulagosepoctnovdicenefebmarabrmayÚltimos 15 días | Casos de COVID-19 en Moldavia Muertes Recuperaciones Casos activos 20202021marabrmayjunjulagosepoctnovdicenefebmarabrmayÚltimos 15 días |
| --- | --- | --- | --- | --- |
| Fecha | Fecha | | N.º de casos | N.º de casos |
| 2020-03-07 | 2020-03-07 | | 1(—) | |
| ⋮ | ⋮ | | 1(=) | |
| 2020-03-10 | 2020-03-10 | | 3(+200%) | |
| 2020-03-11 | 2020-03-11 | | 4(+33%) | |
| 2020-03-12 | 2020-03-12 | | 6(+50%) | |
| 2020-03-13 | 2020-03-13 | | 8(+33%) | |
| 2020-03-14 | 2020-03-14 | | 12(+50%) | |
| 2020-03-15 | 2020-03-15 | | 23(+92%) | |
| 2020-03-16 | 2020-03-16 | | 29(+26%) | |
| 2020-03-17 | 2020-03-17 | | 30(+3,4%) | |
| 2020-03-18 | 2020-03-18 | | 36(+20%) | |
| 2020-03-19 | 2020-03-19 | | 49(+36%) | |
| 2020-03-20 | 2020-03-20 | | 66(+35%) | |
| 2020-03-21 | 2020-03-21 | | 80(+21%) | |
| 2020-03-22 | 2020-03-22 | | 94(+18%) | |
| 2020-03-23 | 2020-03-23 | | 109(+16%) | |
| 2020-03-24 | 2020-03-24 | | 125(+15%) | |
| 2020-03-25 | 2020-03-25 | | 149(+19%) | |
| 2020-03-26 | 2020-03-26 | | 177(+19%) | |
| 2020-03-27 | 2020-03-27 | | 199(+12%) | |
| 2020-03-28 | 2020-03-28 | | 231(+16%) | |
| 2020-03-29 | 2020-03-29 | | 263(+14%) | |
| 2020-03-30 | 2020-03-30 | | 298(+13%) | |
| 2020-03-31 | 2020-03-31 | | 353(+18%) | |
| 2020-04-01 | 2020-04-01 | | 423(+20%) | |
| 2020-04-02 | 2020-04-02 | | 505(+19%) | |
| 2020-04-03 | 2020-04-03 | | 591(+17%) | |
| 2020-04-04 | 2020-04-04 | | 752(+27%) | |
| 2020-04-05 | 2020-04-05 | | 864(+15%) | |
| 2020-04-06 | 2020-04-06 | | 965(+12%) | |
| 2020-04-07 | 2020-04-07 | | 1056(+9,4%) | |
| 2020-04-08 | 2020-04-08 | | 1174(+11%) | |
| 2020-04-09 | 2020-04-09 | | 1289(+9,8%) | |
| 2020-04-10 | 2020-04-10 | | 1438(+12%) | |
| 2020-04-11 | 2020-04-11 | | 1560(+8,5%) | |
| 2020-04-12 | 2020-04-12 | | 1662(+6,5%) | |
| 2020-04-13 | 2020-04-13 | | 1712(+3%) | |
| 2020-04-14 | 2020-04-14 | | 1799(+5,1%) | |
| 2020-04-15 | 2020-04-15 | | 1914(+6,4%) | |
| 2020-04-16 | 2020-04-16 | | 2019(+5,5%) | |
| 2020-04-17 | 2020-04-17 | | 2129(+5,4%) | |
| 2020-04-18 | 2020-04-18 | | 2282(+7,2%) | |
| 2020-04-19 | 2020-04-19 | | 2472(+8,3%) | |
| 2020-04-20 | 2020-04-20 | | 2548(+3,1%) | |
| 2020-04-21 | 2020-04-21 | | 2614(+2,6%) | |
| 2020-04-22 | 2020-04-22 | | 2778(+6,3%) | |
| 2020-04-23 | 2020-04-23 | | 2926(+5,3%) | |
| 2020-04-24 | 2020-04-24 | | 3110(+6,3%) | |
| 2020-04-25 | 2020-04-25 | | 3304(+6,2%) | |
| 2020-04-26 | 2020-04-26 | | 3408(+3,1%) | |
| 2020-04-27 | 2020-04-27 | | 3481(+2,1%) | |
| 2020-04-28 | 2020-04-28 | | 3638(+4,5%) | |
| 2020-04-29 | 2020-04-29 | | 3771(+3,7%) | |
| 2020-04-30 | 2020-04-30 | | 3897(+3,3%) | |
| 2020-05-01 | 2020-05-01 | | 3980(+2,1%) | |
| 2020-05-02 | 2020-05-02 | | 4052(+1,8%) | |
| 2020-05-03 | 2020-05-03 | | 4121(+1,7%) | |
| 2020-05-04 | 2020-05-04 | | 4248(+3,1%) | |
| 2020-05-05 | 2020-05-05 | | 4363(+2,7%) | |
| 2020-05-06 | 2020-05-06 | | 4476(+2,6%) | |
| 2020-05-07 | 2020-05-07 | | 4605(+2,9%) | |
| 2020-05-08 | 2020-05-08 | | 4728(+2,7%) | |
| 2020-05-09 | 2020-05-09 | | 4867(+2,9%) | |
| 2020-05-10 | 2020-05-10 | | 4927(+1,2%) | |
| 2020-05-11 | 2020-05-11 | | 4995(+1,4%) | |
| 2020-05-12 | 2020-05-12 | | 5154(+3,2%) | |
| 2020-05-13 | 2020-05-13 | | 5406(+4,9%) | |
| 2020-05-14 | 2020-05-14 | | 5553(+2,7%) | |
| 2020-05-15 | 2020-05-15 | | 5745(+3,5%) | |
| 2020-05-16 | 2020-05-16 | | 5934(+3,3%) | |
| 2020-05-17 | 2020-05-17 | | 6060(+2,1%) | |
| 2020-05-18 | 2020-05-18 | | 6138(+1,3%) | |
| 2020-05-19 | 2020-05-19 | | 6340(+3,3%) | |
| 2020-05-20 | 2020-05-20 | | 6553(+3,4%) | |
| 2020-05-21 | 2020-05-21 | | 6704(+2,3%) | |
| 2020-05-22 | 2020-05-22 | | 6847(+2,1%) | |
| 2020-05-23 | 2020-05-23 | | 6994(+2,1%) | |
| 2020-05-24 | 2020-05-24 | | 7093(+1,4%) | |
| 2020-05-25 | 2020-05-25 | | 7147(+0,76%) | |
| 2020-05-26 | 2020-05-26 | | 7305(+2,2%) | |
| 2020-05-27 | 2020-05-27 | | 7537(+3,2%) | |
| 2020-05-28 | 2020-05-28 | | 7725(+2,5%) | |
| 2020-05-29 | 2020-05-29 | | 7896(+2,2%) | |
| 2020-05-30 | 2020-05-30 | | 8098(+2,6%) | |
| 2020-05-31 | 2020-05-31 | | 8251(+1,9%) | |
| 2020-06-01 | 2020-06-01 | | 8360(+1,3%) | |
| 2020-06-02 | 2020-06-02 | | 8548(+2,2%) | |
| 2020-06-03 | 2020-06-03 | | 8795(+2,9%) | |
| 2020-06-04 | 2020-06-04 | | 9018(+2,5%) | |
| 2020-06-05 | 2020-06-05 | | 9247(+2,5%) | |
| 2020-06-06 | 2020-06-06 | | 9511(+2,9%) | |
| 2020-06-07 | 2020-06-07 | | 9700(+2%) | |
| 2020-06-08 | 2020-06-08 | | 9807(+1,1%) | |
| 2020-06-09 | 2020-06-09 | | 10 025(+2,2%) | |
| 2020-06-10 | 2020-06-10 | | 10 321(+3%) | |
| 2020-06-11 | 2020-06-11 | | 10 727(+3,9%) | |
| 2020-06-12 | 2020-06-12 | | 11 093(+3,4%) | |
| 2020-06-13 | 2020-06-13 | | 11 459(+3,3%) | |
| 2020-06-14 | 2020-06-14 | | 11 740(+2,5%) | |
| 2020-06-15 | 2020-06-15 | | 11 879(+1,2%) | |
| 2020-06-16 | 2020-06-16 | | 12 254(+3,2%) | |
| 2020-06-17 | 2020-06-17 | | 12 732(+3,9%) | |
| 2020-06-18 | 2020-06-18 | | 13 106(+2,9%) | |
| 2020-06-19 | 2020-06-19 | | 13 556(+3,4%) | |
| 2020-06-20 | 2020-06-20 | | 13 953(+2,9%) | |
| 2020-06-21 | 2020-06-21 | | 14 200(+1,8%) | |
| 2020-06-22 | 2020-06-22 | | 14 363(+1,1%) | |
| 2020-06-23 | 2020-06-23 | | 14 714(+2,4%) | |
| 2020-06-24 | 2020-06-24 | | 15 078(+2,5%) | |
| 2020-06-25 | 2020-06-25 | | 15 453(+2,5%) | |
| 2020-06-26 | 2020-06-26 | | 15 776(+2,1%) | |
| 2020-06-27 | 2020-06-27 | | 16 080(+1,9%) | |
| 2020-06-28 | 2020-06-28 | | 16 250(+1,1%) | |
| 2020-06-29 | 2020-06-29 | | 16 357(+0,66%) | |
| 2020-06-30 | 2020-06-30 | | 16 613(+1,6%) | |
| 2020-07-01 | 2020-07-01 | | 16 898(+1,7%) | |
| 2020-07-02 | 2020-07-02 | | 17 150(+1,5%) | |
| 2020-07-03 | 2020-07-03 | | 17 445(+1,7%) | |
| 2020-07-04 | 2020-07-04 | | 17 672(+1,3%) | |
| 2020-07-05 | 2020-07-05 | | 17 814(+0,8%) | |
| 2020-07-06 | 2020-07-06 | | 17 906(+0,52%) | |
| 2020-07-07 | 2020-07-07 | | 18 141(+1,3%) | |
| 2020-07-08 | 2020-07-08 | | 18 471(+1,8%) | |
| 2020-07-09 | 2020-07-09 | | 18 666(+1,1%) | |
| 2020-07-10 | 2020-07-10 | | 18 924(+1,4%) | |
| 2020-07-11 | 2020-07-11 | | 19 208(+1,5%) | |
| 2020-07-12 | 2020-07-12 | | 19 382(+0,91%) | |
| 2020-07-13 | 2020-07-13 | | 19 439(+0,29%) | |
| 2020-07-14 | 2020-07-14 | | 19 708(+1,4%) | |
| 2020-07-15 | 2020-07-15 | | 20 040(+1,7%) | |
| 2020-07-16 | 2020-07-16 | | 20 264(+1,1%) | |
| 2020-07-17 | 2020-07-17 | | 20 494(+1,1%) | |
| 2020-07-18 | 2020-07-18 | | 20 794(+1,5%) | |
| 2020-07-19 | 2020-07-19 | | 20 980(+0,89%) | |
| 2020-07-20 | 2020-07-20 | | 21 115(+0,64%) | |
| 2020-07-21 | 2020-07-21 | | 21 442(+1,5%) | |
| 2020-07-22 | 2020-07-22 | | 21 798(+1,7%) | |
| 2020-07-23 | 2020-07-23 | | 22 105(+1,4%) | |
| 2020-07-24 | 2020-07-24 | | 22 483(+1,7%) | |
| 2020-07-25 | 2020-07-25 | | 22 828(+1,5%) | |
| 2020-07-26 | 2020-07-26 | | 23 034(+0,9%) | |
| 2020-07-27 | 2020-07-27 | | 23 154(+0,52%) | |
| 2020-07-28 | 2020-07-28 | | 23 321(+0,72%) | |
| 2020-07-29 | 2020-07-29 | | 23 947(+2,7%) | |
| 2020-07-30 | 2020-07-30 | | 24 343(+1,7%) | |
| 2020-07-31 | 2020-07-31 | | 24 732(+1,6%) | |
| 2020-08-01 | 2020-08-01 | | 25 113(+1,5%) | |
| 2020-08-02 | 2020-08-02 | | 25 362(+0,99%) | |
| 2020-08-03 | 2020-08-03 | | 25 482(+0,47%) | |
| 2020-08-04 | 2020-08-04 | | 25 814(+1,3%) | |
| 2020-08-05 | 2020-08-05 | | 26 222(+1,6%) | |
| 2020-08-06 | 2020-08-06 | | 26 628(+1,5%) | |
| 2020-08-07 | 2020-08-07 | | 26 990(+1,4%) | |
| 2020-08-08 | 2020-08-08 | | 27 443(+1,7%) | |
| 2020-08-09 | 2020-08-09 | | 27 660(+0,79%) | |
| 2020-08-10 | 2020-08-10 | | 27 841(+0,65%) | |
| 2020-08-11 | 2020-08-11 | | 28 223(+1,4%) | |
| 2020-08-12 | 2020-08-12 | | 28 697(+1,7%) | |
| 2020-08-13 | 2020-08-13 | | 29 087(+1,4%) | |
| 2020-08-14 | 2020-08-14 | | 29 483(+1,4%) | |
| 2020-08-15 | 2020-08-15 | | 29 905(+1,4%) | |
| 2020-08-16 | 2020-08-16 | | 30 183(+0,93%) | |
| 2020-08-17 | 2020-08-17 | | 30 377(+0,64%) | |
| 2020-08-18 | 2020-08-18 | | 30 789(+1,4%) | |
| 2020-08-19 | 2020-08-19 | | 31 415(+2%) | |
| 2020-08-20 | 2020-08-20 | | 31 937(+1,7%) | |
| 2020-08-21 | 2020-08-21 | | 32 484(+1,7%) | |
| 2020-08-22 | 2020-08-22 | | 33 072(+1,8%) | |
| 2020-08-23 | 2020-08-23 | | 33 478(+1,2%) | |
| 2020-08-24 | 2020-08-24 | | 33 828(+1%) | |
| 2020-08-25 | 2020-08-25 | | 34 358(+1,6%) | |
| 2020-08-26 | 2020-08-26 | | 34 982(+1,8%) | |
| 2020-08-27 | 2020-08-27 | | 35 546(+1,6%) | |
| 2020-08-28 | 2020-08-28 | | 35 904(+1%) | |
| 2020-08-29 | 2020-08-29 | | 36 404(+1,4%) | |
| 2020-08-30 | 2020-08-30 | | 36 700(+0,81%) | |
| 2020-08-31 | 2020-08-31 | | 36 920(+0,6%) | |
| 2020-09-01 | 2020-09-01 | | 37 208(+0,78%) | |
| 2020-09-02 | 2020-09-02 | | 37 740(+1,4%) | |
| 2020-09-03 | 2020-09-03 | | 38 372(+1,7%) | |
| 2020-09-04 | 2020-09-04 | | 38 906(+1,4%) | |
| 2020-09-05 | 2020-09-05 | | 39 473(+1,5%) | |
| 2020-09-06 | 2020-09-06 | | 39 797(+0,82%) | |
| 2020-09-07 | 2020-09-07 | | 40 055(+0,65%) | |
| 2020-09-08 | 2020-09-08 | | 40 556(+1,3%) | |
| 2020-09-09 | 2020-09-09 | | 41 144(+1,4%) | |
| 2020-09-10 | 2020-09-10 | | 41 704(+1,4%) | |
| 2020-09-11 | 2020-09-11 | | 42 183(+1,1%) | |
| 2020-09-12 | 2020-09-12 | | 42 714(+1,3%) | |
| 2020-09-13 | 2020-09-13 | | 42 978(+0,62%) | |
| 2020-09-14 | 2020-09-14 | | 43 207(+0,53%) | |
| 2020-09-15 | 2020-09-15 | | 43 734(+1,2%) | |
| 2020-09-16 | 2020-09-16 | | 44 361(+1,4%) | |
| 2020-09-17 | 2020-09-17 | | 44 983(+1,4%) | |
| 2020-09-18 | 2020-09-18 | | 45 648(+1,5%) | |
| 2020-09-19 | 2020-09-19 | | 46 336(+1,5%) | |
| 2020-09-20 | 2020-09-20 | | 46 596(+0,56%) | |
| 2020-09-21 | 2020-09-21 | | 46 796(+0,43%) | |
| 2020-09-22 | 2020-09-22 | | 47 446(+1,4%) | |
| 2020-09-23 | 2020-09-23 | | 48 232(+1,7%) | |
| 2020-09-24 | 2020-09-24 | | 48 953(+1,5%) | |
| 2020-09-25 | 2020-09-25 | | 49 666(+1,5%) | |
| 2020-09-26 | 2020-09-26 | | 50 534(+1,7%) | |
| 2020-09-27 | 2020-09-27 | | 50 875(+0,67%) | |
| 2020-09-28 | 2020-09-28 | | 51 194(+0,63%) | |
| 2020-09-29 | 2020-09-29 | | 52 029(+1,6%) | |
| 2020-09-30 | 2020-09-30 | | 53 042(+1,9%) | |
| 2020-10-01 | 2020-10-01 | | 54 064(+1,9%) | |
| 2020-10-02 | 2020-10-02 | | 55 016(+1,8%) | |
| 2020-10-03 | 2020-10-03 | | 55 888(+1,6%) | |
| 2020-10-04 | 2020-10-04 | | 56 579(+1,2%) | |
| 2020-10-05 | 2020-10-05 | | 56 901(+0,57%) | |
| 2020-10-06 | 2020-10-06 | | 57 732(+1,5%) | |
| 2020-10-07 | 2020-10-07 | | 58 794(+1,8%) | |
| 2020-10-08 | 2020-10-08 | | 59 915(+1,9%) | |
| 2020-10-09 | 2020-10-09 | | 60 833(+1,5%) | |
| 2020-10-10 | 2020-10-10 | | 61 762(+1,5%) | |
| 2020-10-11 | 2020-10-11 | | 62 151(+0,63%) | |
| 2020-10-12 | 2020-10-12 | | 62 618(+0,75%) | |
| 2020-10-13 | 2020-10-13 | | 63 275(+1%) | |
| 2020-10-14 | 2020-10-14 | | 64 424(+1,8%) | |
| 2020-10-15 | 2020-10-15 | | 65 076(+1%) | |
| 2020-10-16 | 2020-10-16 | | 65 860(+1,2%) | |
| 2020-10-17 | 2020-10-17 | | 66 652(+1,2%) | |
| 2020-10-18 | 2020-10-18 | | 67 050(+0,6%) | |
| 2020-10-19 | 2020-10-19 | | 67 302(+0,38%) | |
| 2020-10-20 | 2020-10-20 | | 67 958(+0,97%) | |
| 2020-10-21 | 2020-10-21 | | 68 791(+1,2%) | |
| 2020-10-22 | 2020-10-22 | | 69 568(+1,1%) | |
| 2020-10-23 | 2020-10-23 | | 70 256(+0,99%) | |
| 2020-10-24 | 2020-10-24 | | 71 089(+1,2%) | |
| 2020-10-25 | 2020-10-25 | | 71 503(+0,58%) | |
| 2020-10-26 | 2020-10-26 | | 71 811(+0,43%) | |
| 2020-10-27 | 2020-10-27 | | 72 460(+0,9%) | |
| 2020-10-28 | 2020-10-28 | | 73 321(+1,2%) | |
| 2020-10-29 | 2020-10-29 | | 74 233(+1,2%) | |
| 2020-10-30 | 2020-10-30 | | 75 201(+1,3%) | |
| 2020-10-31 | 2020-10-31 | | 76 040(+1,1%) | |
| 2020-11-01 | 2020-11-01 | | 76 582(+0,71%) | |
| 2020-11-02 | 2020-11-02 | | 76 777(+0,25%) | |
| 2020-11-03 | 2020-11-03 | | 77 487(+0,92%) | |
| 2020-11-04 | 2020-11-04 | | 78 507(+1,3%) | |
| 2020-11-05 | 2020-11-05 | | 79 566(+1,3%) | |
| 2020-11-06 | 2020-11-06 | | 80 501(+1,2%) | |
| 2020-11-07 | 2020-11-07 | | 81 675(+1,5%) | |
| 2020-11-08 | 2020-11-08 | | 82 346(+0,82%) | |
| 2020-11-09 | 2020-11-09 | | 82 677(+0,4%) | |
| 2020-11-10 | 2020-11-10 | | 83 592(+1,1%) | |
| 2020-11-11 | 2020-11-11 | | 84 707(+1,3%) | |
| 2020-11-12 | 2020-11-12 | | 86 038(+1,6%) | |
| 2020-11-13 | 2020-11-13 | | 87 361(+1,5%) | |
| 2020-11-14 | 2020-11-14 | | 88 772(+1,6%) | |
| 2020-11-15 | 2020-11-15 | | 89 279(+0,57%) | |
| 2020-11-16 | 2020-11-16 | | 89 843(+0,63%) | |
| 2020-11-17 | 2020-11-17 | | 90 912(+1,2%) | |
| 2020-11-18 | 2020-11-18 | | 92 519(+1,8%) | |
| 2020-11-19 | 2020-11-19 | | 93 961(+1,6%) | |
| 2020-11-20 | 2020-11-20 | | 95 383(+1,5%) | |
| 2020-11-21 | 2020-11-21 | | 96 689(+1,4%) | |
| 2020-11-22 | 2020-11-22 | | 97 941(+1,3%) | |
| 2020-11-23 | 2020-11-23 | | 98 418(+0,49%) | |
| 2020-11-24 | 2020-11-24 | | 99 633(+1,2%) | |
| 2020-11-25 | 2020-11-25 | | 101 203(+1,6%) | |
| 2020-11-26 | 2020-11-26 | | 102 894(+1,7%) | |
| 2020-11-27 | 2020-11-27 | | 104 140(+1,2%) | |
| 2020-11-28 | 2020-11-28 | | 105 852(+1,6%) | |
| 2020-11-29 | 2020-11-29 | | 107 017(+1,1%) | |
| 2020-11-30 | 2020-11-30 | | 107 364(+0,32%) | |
| 2020-12-01 | 2020-12-01 | | 108 863(+1,4%) | |
| 2020-12-02 | 2020-12-02 | | 110 580(+1,6%) | |
| 2020-12-03 | 2020-12-03 | | 112 307(+1,6%) | |
| 2020-12-04 | 2020-12-04 | | 113 829(+1,4%) | |
| 2020-12-05 | 2020-12-05 | | 115 557(+1,5%) | |
| 2020-12-06 | 2020-12-06 | | 116 635(+0,93%) | |
| 2020-12-07 | 2020-12-07 | | 117 495(+0,74%) | |
| 2020-12-08 | 2020-12-08 | | 119 204(+1,5%) | |
| 2020-12-09 | 2020-12-09 | | 120 970(+1,5%) | |
| 2020-12-10 | 2020-12-10 | | 122 685(+1,4%) | |
| 2020-12-11 | 2020-12-11 | | 124 264(+1,3%) | |
| 2020-12-12 | 2020-12-12 | | 125 723(+1,2%) | |
| 2020-12-13 | 2020-12-13 | | 126 518(+0,63%) | |
| 2020-12-14 | 2020-12-14 | | 127 253(+0,58%) | |
| 2020-12-15 | 2020-12-15 | | 128 656(+1,1%) | |
| 2020-12-16 | 2020-12-16 | | 130 329(+1,3%) | |
| 2020-12-17 | 2020-12-17 | | 131 919(+1,2%) | |
| 2020-12-18 | 2020-12-18 | | 133 360(+1,1%) | |
| 2020-12-19 | 2020-12-19 | | 134 578(+0,91%) | |
| 2020-12-20 | 2020-12-20 | | 135 207(+0,47%) | |
| 2020-12-21 | 2020-12-21 | | 135 910(+0,52%) | |
| 2020-12-22 | 2020-12-22 | | 136 931(+0,75%) | |
| 2020-12-23 | 2020-12-23 | | 138 213(+0,94%) | |
| 2020-12-24 | 2020-12-24 | | 139 435(+0,88%) | |
| 2020-12-25 | 2020-12-25 | | 140 250(+0,58%) | |
| 2020-12-26 | 2020-12-26 | | 140 996(+0,53%) | |
| 2020-12-27 | 2020-12-27 | | 141 355(+0,25%) | |
| 2020-12-28 | 2020-12-28 | | 141 924(+0,4%) | |
| 2020-12-29 | 2020-12-29 | | 142 851(+0,65%) | |
| 2020-12-30 | 2020-12-30 | | 143 841(+0,69%) | |
| 2020-12-31 | 2020-12-31 | | 144 818(+0,68%) | |
| 2021-01-01 | 2021-01-01 | | 145 258(+0,3%) | |
| 2021-01-02 | 2021-01-02 | | 145 694(+0,3%) | |
| 2021-01-03 | 2021-01-03 | | 145 873(+0,12%) | |
| 2021-01-04 | 2021-01-04 | | 146 309(+0,3%) | |
| 2021-01-05 | 2021-01-05 | | 146 921(+0,42%) | |
| 2021-01-06 | 2021-01-06 | | 147 871(+0,65%) | |
| 2021-01-07 | 2021-01-07 | | 148 294(+0,29%) | |
| 2021-01-08 | 2021-01-08 | | 148 669(+0,25%) | |
| 2021-01-09 | 2021-01-09 | | 149 093(+0,29%) | |
| 2021-01-10 | 2021-01-10 | | 149 391(+0,2%) | |
| 2021-01-11 | 2021-01-11 | | 149 662(+0,18%) | |
| 2021-01-12 | 2021-01-12 | | 150 138(+0,32%) | |
| 2021-01-13 | 2021-01-13 | | 150 946(+0,54%) | |
| 2021-01-14 | 2021-01-14 | | 151 687(+0,49%) | |
| 2021-01-15 | 2021-01-15 | | 152 263(+0,38%) | |
| 2021-01-16 | 2021-01-16 | | 152 640(+0,25%) | |
| 2021-01-17 | 2021-01-17 | | 152 854(+0,14%) | |
| 2021-01-18 | 2021-01-18 | | 153 112(+0,17%) | |
| 2021-01-19 | 2021-01-19 | | 153 506(+0,26%) | |
| 2021-01-20 | 2021-01-20 | | 154 118(+0,4%) | |
| 2021-01-21 | 2021-01-21 | | 154 788(+0,43%) | |
| 2021-01-22 | 2021-01-22 | | 155 302(+0,33%) | |
| 2021-01-23 | 2021-01-23 | | 155 937(+0,41%) | |
| 2021-01-24 | 2021-01-24 | | 156 202(+0,17%) | |
| 2021-01-25 | 2021-01-25 | | 156 426(+0,14%) | |
| 2021-01-26 | 2021-01-26 | | 156 972(+0,35%) | |
| 2021-01-27 | 2021-01-27 | | 157 626(+0,42%) | |
| 2021-01-28 | 2021-01-28 | | 158 309(+0,43%) | |
| 2021-01-29 | 2021-01-29 | | 158 860(+0,35%) | |
| 2021-01-30 | 2021-01-30 | | 159 513(+0,41%) | |
| 2021-01-31 | 2021-01-31 | | 159 804(+0,18%) | |
| 2021-02-01 | 2021-02-01 | | 160 086(+0,18%) | |
| 2021-02-02 | 2021-02-02 | | 160 725(+0,4%) | |
| 2021-02-03 | 2021-02-03 | | 161 642(+0,57%) | |
| 2021-02-04 | 2021-02-04 | | 162 624(+0,61%) | |
| 2021-02-05 | 2021-02-05 | | 163 400(+0,48%) | |
| 2021-02-06 | 2021-02-06 | | 164 243(+0,52%) | |
| 2021-02-07 | 2021-02-07 | | 164 569(+0,2%) | |
| 2021-02-08 | 2021-02-08 | | 164 858(+0,18%) | |
| 2021-02-09 | 2021-02-09 | | 165 663(+0,49%) | |
| 2021-02-10 | 2021-02-10 | | 166 553(+0,54%) | |
| 2021-02-11 | 2021-02-11 | | 167 546(+0,6%) | |
| 2021-02-12 | 2021-02-12 | | 168 826(+0,76%) | |
| 2021-02-13 | 2021-02-13 | | 169 805(+0,58%) | |
| 2021-02-14 | 2021-02-14 | | 170 186(+0,22%) | |
| 2021-02-15 | 2021-02-15 | | 170 549(+0,21%) | |
| 2021-02-16 | 2021-02-16 | | 171 514(+0,57%) | |
| 2021-02-17 | 2021-02-17 | | 172 815(+0,76%) | |
| 2021-02-18 | 2021-02-18 | | 174 155(+0,78%) | |
| 2021-02-19 | 2021-02-19 | | 175 183(+0,59%) | |
| 2021-02-20 | 2021-02-20 | | 176 245(+0,61%) | |
| 2021-02-21 | 2021-02-21 | | 176 752(+0,29%) | |
| 2021-02-22 | 2021-02-22 | | 177 407(+0,37%) | |
| 2021-02-23 | 2021-02-23 | | 178 540(+0,64%) | |
| 2021-02-24 | 2021-02-24 | | 180 150(+0,9%) | |
| 2021-02-25 | 2021-02-25 | | 181 886(+0,96%) | |
| 2021-02-26 | 2021-02-26 | | 183 338(+0,8%) | |
| 2021-02-27 | 2021-02-27 | | 184 856(+0,83%) | |
| 2021-02-28 | 2021-02-28 | | 185 453(+0,32%) | |
| 2021-03-01 | 2021-03-01 | | 186 447(+0,54%) | |
| 2021-03-02 | 2021-03-02 | | 187 847(+0,75%) | |
| 2021-03-03 | 2021-03-03 | | 189 397(+0,83%) | |
| 2021-03-04 | 2021-03-04 | | 191 197(+0,95%) | |
| 2021-03-05 | 2021-03-05 | | 192 985(+0,94%) | |
| 2021-03-06 | 2021-03-06 | | 194 605(+0,84%) | |
| 2021-03-07 | 2021-03-07 | | 195 252(+0,33%) | |
| 2021-03-08 | 2021-03-08 | | 195 602(+0,18%) | |
| 2021-03-09 | 2021-03-09 | | 196 475(+0,45%) | |
| 2021-03-10 | 2021-03-10 | | 198 228(+0,89%) | |
| 2021-03-11 | 2021-03-11 | | 200 124(+0,96%) | |
| 2021-03-12 | 2021-03-12 | | 201 909(+0,89%) | |
| 2021-03-13 | 2021-03-13 | | 203 710(+0,89%) | |
| 2021-03-14 | 2021-03-14 | | 204 463(+0,37%) | |
| 2021-03-15 | 2021-03-15 | | 205 324(+0,42%) | |
| 2021-03-16 | 2021-03-16 | | 207 012(+0,82%) | |
| 2021-03-17 | 2021-03-17 | | 208 928(+0,93%) | |
| 2021-03-18 | 2021-03-18 | | 210 725(+0,86%) | |
| 2021-03-19 | 2021-03-19 | | 212 568(+0,87%) | |
| 2021-03-20 | 2021-03-20 | | 214 203(+0,77%) | |
| 2021-03-21 | 2021-03-21 | | 215 034(+0,39%) | |
| 2021-03-22 | 2021-03-22 | | 216 094(+0,49%) | |
| 2021-03-23 | 2021-03-23 | | 217 715(+0,75%) | |
| 2021-03-24 | 2021-03-24 | | 219 988(+1%) | |
| 2021-03-25 | 2021-03-25 | | 222 120(+0,97%) | |
| 2021-03-26 | 2021-03-26 | | 223 986(+0,84%) | |
| 2021-03-27 | 2021-03-27 | | 225 660(+0,75%) | |
| 2021-03-28 | 2021-03-28 | | 226 521(+0,38%) | |
| 2021-03-29 | 2021-03-29 | | 227 453(+0,41%) | |
| 2021-03-30 | 2021-03-30 | | 228 370(+0,4%) | |
| 2021-03-31 | 2021-03-31 | | 230 241(+0,82%) | |
| 2021-04-01 | 2021-04-01 | | 231 756(+0,66%) | |
| 2021-04-02 | 2021-04-02 | | 233 136(+0,6%) | |
| 2021-04-03 | 2021-04-03 | | 234 394(+0,54%) | |
| 2021-04-04 | 2021-04-04 | | 235 087(+0,3%) | |
| 2021-04-05 | 2021-04-05 | | 235 790(+0,3%) | |
| 2021-04-06 | 2021-04-06 | | 236 563(+0,33%) | |
| 2021-04-07 | 2021-04-07 | | 237 718(+0,49%) | |
| 2021-04-08 | 2021-04-08 | | 239 146(+0,6%) | |
| 2021-04-09 | 2021-04-09 | | 240 056(+0,38%) | |
| 2021-04-10 | 2021-04-10 | | 240 886(+0,35%) | |
| 2021-04-11 | 2021-04-11 | | 241 217(+0,14%) | |
| 2021-04-12 | 2021-04-12 | | 241 820(+0,25%) | |
| 2021-04-13 | 2021-04-13 | | 242 364(+0,22%) | |
| 2021-04-14 | 2021-04-14 | | 243 365(+0,41%) | |
| 2021-04-15 | 2021-04-15 | | 244 177(+0,33%) | |
| 2021-04-16 | 2021-04-16 | | 244 866(+0,28%) | |
| 2021-04-17 | 2021-04-17 | | 245 494(+0,26%) | |
| 2021-04-18 | 2021-04-18 | | 245 897(+0,16%) | |
| 2021-04-19 | 2021-04-19 | | 246 238(+0,14%) | |
| 2021-04-20 | 2021-04-20 | | 246 691(+0,18%) | |
| 2021-04-21 | 2021-04-21 | | 247 391(+0,28%) | |
| 2021-04-22 | 2021-04-22 | | 248 009(+0,25%) | |
| 2021-04-23 | 2021-04-23 | | 248 518(+0,21%) | |
| 2021-04-24 | 2021-04-24 | | 248 898(+0,15%) | |
| 2021-04-25 | 2021-04-25 | | 249 139(+0,1%) | |
| 2021-04-26 | 2021-04-26 | | 249 385(+0,1%) | |
| 2021-04-27 | 2021-04-27 | | 249 714(+0,13%) | |
| 2021-04-28 | 2021-04-28 | | 250 138(+0,17%) | |
| 2021-04-29 | 2021-04-29 | | 250 508(+0,15%) | |
| 2021-04-30 | 2021-04-30 | | 250 837(+0,13%) | |
| 2021-05-01 | 2021-05-01 | | 251 160(+0,13%) | |
| Fuente: - The press releases of the Minister of Health, Labour, and Social Protection of the Republic of Moldova . - The ArcGIS Dashboard for the real-time monitoring of COVID-19 cases in the Republic of Moldova | | | | |

- 23 de enero de 2020 : en el contexto de la prevención y detección precoz del 2019-nCoV, la dirección del Ministerio de Sanidad, Trabajo y Protección Social y representantes de la Agencia Nacional de Salud Pública y el Centro Nacional de Asistencia Médica Prehospitalaria de Urgencias una reunión con el embajador extraordinario y plenipotenciario de la República Popular China en la República de Moldova, Zhang Yinghong. Durante el encuentro se discutieron medidas de vigilancia y prevención relacionadas con la propagación del virus. El Embajador se mostró abierto para brindar todo el apoyo informativo necesario a Moldavia sobre la evolución de la propagación del nuevo coronavirus y las medidas adoptadas por las autoridades chinas.[7]
- 24 de enero de 2020 : el Ministerio de Sanidad, Trabajo y Protección Social emitió el primer comunicado de prensa sobre las medidas de prevención y control relacionadas con la infección por el nuevo tipo de Coronavirus (2019-nCoV). En el comunicado de prensa se indicó que la situación epidemiológica a nivel nacional en relación con la infección por 2019-nCoV es monitoreada diariamente por la Agencia Nacional de Salud Pública, y si existen casos sospechosos o detectados de 2019-nCoV, se especializa en Los equipos de epidemia están listos para intervenir. También se indicó que el laboratorio de virología dentro de la Agencia Nacional de Salud Pública cuenta con instalaciones, equipos y personal capacitado para el diagnóstico de laboratorio de los virus más comunes: influenza (A y B), no influenza ( RSV , Coronavirus)., incluido MERS-CoV ) y bacterias ( Pneumococcus , Haemophilus influenzae tipo B, estafilococo ) para confirmar infecciones respiratorias agudas.[7]
- 27 de enero de 2020 : la ministra de Salud, Trabajo y Protección Social, Viorica Dumbrăveanu, convocó una reunión ampliada de la Comisión para Situaciones Excepcionales y Emergencias de Salud Pública del Ministerio de Salud, Trabajo y Protección Social. A esta reunión también asistieron representantes del Ministerio de Asuntos Exteriores e Integración Europea, el Ministerio del Interior, el Ministerio de Hacienda, la Inspección General de Policía de Fronteras, el Servicio de Aduanas, la Compañía Nacional de Seguros en Medicina, la Nacional de Seguridad Alimentaria Agencia y Agencia Nacional de Salud Pública. Los participantes discutieron las medidas para prevenir y controlar la infección por el nuevo tipo de Coronavirus (2019-nCov), en función de la situación epidemiológica y la propagación global de la infección.[8]
- 2 de febrero de 2020 : la Comisión Nacional Extraordinaria de Salud Pública fue convocada por el primer ministro Ion Chicu.[9] La comisión ha examinado la información presentada por el Ministerio de Salud, Trabajo y Protección Social y constató que la situación epidemiológica relacionada con la infección por el nuevo Coronavirus (2019-nCoV) es tensa, lo que ha llevado a la Organización Mundial de la Salud a declarar una emergencia de salud pública de importancia internacional. La comisión adoptó la Decisión No. 1 que establece, inter alia, que se seguirá realizando la evaluación de riesgos para la salud pública con la atribución, en su caso, del código de alerta resultante de la situación epidemiológica relacionada con la infección por el nuevo Coronavirus (2019-nCoV).[10]
- 18 de febrero de 2020 : la Agencia Nacional de Salud Pública recibió de Alemania, con el apoyo de la Organización Mundial de la Salud, kits de prueba para detectar el virus que causa COVID-19.[11][12]

### Alerta de código amarillo (24 de febrero - 7 de marzo de 2020)
- 24 de febrero de 2020 : la Comisión Nacional Extraordinaria de Salud Pública fue convocada por el primer ministro Ion Chicu.[13]  La comisión adoptó la Decisión No. 2 que prevé, inter alia , el establecimiento del Código de Alerta Amarilla a nivel nacional en el contexto de la situación epidemiológica relacionada con la infección por COVID-19 y considerando el posible riesgo de una emergencia de salud pública.[10][14]
- 25 de febrero de 2020 : la República de Moldavia ha puesto en marcha algunas medidas contra el coronavirus.[15] La Ministra de Salud, Trabajo y Protección Social, Viorica Dumbrăveanu, convocó en una reunión a los representantes de las instituciones públicas médico-sanitarias, el Ministerio del Interior, la Inspección General de Policía de Fronteras y el Centro Nacional de Emergencias Prehospitalarias Asistencia médica. Durante el encuentro se examinó la actividad de la Agencia Nacional de Salud Pública, en su calidad de Punto Focal Nacional del Reglamento Sanitario Internacional (RSI), en cuanto al control y prevención a nivel nacional de la infección por el nuevo tipo de Coronavirus y las futuras medidas. ser tomado. En esa reunión, el ministro de Salud, Trabajo y Protección Social declaró que a partir de ese día (25 de febrero de 2020), las autoridades se reunirán todos los días a las 7: 30 AM y brindará información sobre lo sucedido durante las últimas 24 horas, qué medidas se han tomado y cuáles son las dificultades. Se decidió que estas reuniones se llevarán a cabo mientras exista el riesgo de importar y propagar el nuevo tipo de coronavirus.[16]
- 26 de febrero de 2020 : los clientes de los operadores de telefonía móvil de Moldavia recibieron del Gobierno un SMS sobre las medidas de precaución para prevenir la infección por el nuevo coronavirus. El mensaje era el siguiente: " Cuide su salud. Llame inmediatamente a su médico de cabecera si tiene fiebre o tos. Si ha regresado de áreas con coronavirus y se siente mal, llame al 112 " (el mensaje original en rumano: " Aveti grija de sanatate. Sunati imediat medicul de familie daca aveti febra sau tuse. Daca V-ati intors din zone cu Coronavirus si Va simtiti rau, sunati 112)Esta acción de información a la población se llevó a cabo por iniciativa del Ministerio de Sanidad, Trabajo y Protección Social, dentro de la campaña nacional de información sobre la prevención de la infección por coronavirus. Con el fin de dar respuesta a muchas especulaciones relacionadas con la cuestión. "¿De dónde obtiene el Gobierno los números de teléfono?", El Ministerio antes mencionado explicó que esta iniciativa era una acción social gratuita organizada en asociación con los operadores de telefonía móvil de Moldavia.[17]

### El primer caso (7 de marzo de 2020)
El primer caso de coronavirus en la República de Moldavia se anunció el 7 de marzo de 2020. La persona infectada es una mujer de 48 años que había regresado a Moldavia desde Italia en el vuelo Milán-Chisináu. La habían trasladado al hospital inmediatamente desde el avión, por encontrarse en estado grave: bronconeumonía bilateral, insuficiencia respiratoria aguda, fiebre, tos, debilidad generalizada. Padece algunas enfermedades crónicas: diabetes, sobrepeso e hipertensión. Según el Ministerio de Salud, Trabajo y Protección Social de Moldova, le diagnosticaron bronconeumonía bilateral, fiebre y tos el 4 de marzo en Italia. Le recetaron un tratamiento con antibióticos en casa y la pusieron en cuarentena domiciliaria en espera de la confirmación de un nuevo tipo de infección por coronavirus, pero decidió regresar a Moldavia.

### Alerta de código naranja (8-12 de marzo de 2020)
- 8 de marzo de 2020 : la Comisión Nacional Extraordinaria de Salud Pública estableció la alerta del Código Naranja a nivel nacional en el contexto de la situación epidemiológica relacionada con la infección por COVID-19.[18]
- 10 de marzo de 2020 : el Ministerio de Salud, Trabajo y Protección Social de Moldavia confirmó otros dos casos (el segundo y el tercero) de coronavirus. Las personas infectadas son una mujer y un hombre, ambos regresaron de Italia el 26 de febrero y el 1 de marzo, respectivamente.[14] El mismo día, a todos los extranjeros procedentes de los países afectados por el coronavirus se les ha prohibido entrar en avión a Moldavia.[19]
- 11 de marzo de 2020 : se ha confirmado el cuarto caso.[20] gobierno anunció que cerrará todos los jardines de infancia, escuelas, colegios y universidades durante dos semanas.[21]
- 12 de marzo de 2020 : se confirmaron 2 nuevos casos (el 5 y el 6).[22] El 12 de marzo de 2020, no hubo casos confirmados en la región de Transnistria,[23] pero 8 personas fueron puestas en cuarentena después de regresar del extranjero.[24]

### Alerta de código rojo (13-16 de marzo de 2020)
- 13 de marzo de 2020 : la Comisión Nacional Extraordinaria de Salud Pública estableció la alerta del Código Rojo a nivel nacional en el contexto de la situación epidemiológica relacionada con la infección por COVID-19.[14] Durante este día se han confirmado otros 2 casos nuevos (el 7 y el 8).[25]
- 14 de marzo de 2020 : se confirmaron 4 nuevos casos. Por lo tanto, el número total de personas infectadas llegó a 12.[26]
- 15 de marzo de 2020 : se confirmaron 11 nuevos casos. El número total de personas infectadas llegó a 23.[27]
- 16 de marzo de 2020 : se confirmaron 6 nuevos casos. El número total es 29.[28] Una mujer se recuperó.[29]

### Estado de emergencia (17 de marzo a 15 de mayo de 2020)

#### 17 a 31 de marzo de 2020
- 17 de marzo de 2020 : el Parlamento declaró el estado de emergencia para todo el territorio de la República de Moldavia por un período de 60 días (17 de marzo - 15 de mayo de 2020).[30] Durante el 17 de marzo de 2020, se confirmó el trigésimo caso.[31]
- 18 de marzo de 2020 : se confirmó el primer fallecimiento, una mujer de 61 años que había viajado a Italia.[14] Se han confirmado otros 6 nuevos casos de infección.[32]
- 19 de marzo de 2020 : se confirmaron 13 nuevos casos. El número total de personas infectadas desde el 7 de marzo de 2020 llegó a 49.[14]
- 20 de marzo de 2020 : se confirmaron 17 casos nuevos y el número total de personas infectadas desde el 7 de marzo de 2020 llegó a 66.[14] A petición del Ministerio de Salud, según la lista corta de recomendaciones de la OMS para Moldavia, Trimetrica LLC (Socio de ESRI en Moldavia) lanzó ArcGIS Dashboard personalizado (una plataforma en línea), que permite el monitoreo en tiempo real de los casos de COVID-19 en la República de Moldavia. Se actualiza 2 veces al día.[33] Se puede acceder a la plataforma en este enlace: gismoldova.maps.arcgis.com
- 21 de marzo de 2020 : se confirmaron 14 casos nuevos, y el número total de personas infectadas desde el 7 de marzo de 2020 llegó a 80. De estos 14 casos nuevos, 2 casos se registraron por primera vez en la región de Transnistria. Al mismo tiempo, se anunció que la primera persona infectada y confirmada en la República de Moldavia (el 7 de marzo de 2020), fue tratada y trasladada a otra sección para recuperarse de otras enfermedades crónicas. Así, el número de personas recuperadas llegó a 2.[33]
- 27 de marzo de 2020 : se confirmó el segundo fallecimiento, una mujer de 79 años que era médico del Servicio de Asistencia Médica de Urgencias. Se enfermó el 19 de marzo y el 24 de marzo ingresó en el Hospital Clínico Republicano, en estado grave. El paciente padecía varias enfermedades crónicas (diabetes, insuficiencia cardíaca, hipertensión arterial).[34] Durante el 27 de marzo de 2020, se confirmaron 22 nuevos casos, el número total de personas infectadas desde el 7 de marzo de 2020 llegó a 199. El mismo día, 3 pacientes se recuperaron, el número total de recuperaciones llegó a 5.[35]
- 29 de marzo de 2020 : se confirmó la tercera muerte, una mujer de la región de Transnistria en Moldavia.[36][37]
- 31 de marzo de 2020 : tras la realización de 280 pruebas, se confirmó un número récord de 55 nuevos casos, de los cuales 48 fueron de transmisión local, mientras que 7 fueron casos de importación (de los cuales 6 fueron de Reino Unido y 1 de Austria). Así, el número total de personas infectadas desde el 7 de marzo de 2020 ascendió a 353. Al mismo tiempo, 4 pacientes fueron tratados y dados de alta de los hospitales, alcanzando el total de recuperaciones 22. Asimismo, durante el 31 de marzo de 2020 se confirmó la cuarta muerte, un hombre del distrito de Briceni de la República de Moldavia.[37]

#### Abril de 2020
- 1 de abril de 2020 : se confirmó la quinta muerte, una persona de la región de Transnistria.[38]
- 2 de abril de 2020 : se confirmó la sexta muerte, una persona de 53 años del distrito de Ștefan Vodă, que fue hospitalizada en un hospital de Chișinău. El paciente también padecía otras enfermedades crónicas.[39]
- 27 de abril de 2020 : se levantó el régimen de cuarentena en la aldea de Carahasani del distrito de Ştefan Vodă (establecido el 1 de abril de 2020).[40]

#### 1 a 15 de mayo de 2020
- 9 de mayo de 2020: durante esta jornada se realizaron 1254 nuevas pruebas, tanto primarias como repetidas. Como resultado, se registraron 139 nuevos casos, todos con transmisión local, por lo que el número total de personas infectadas desde el 7 de marzo de 2020 llegó a 4867. La distribución territorial de estos nuevos casos fue la siguiente: municipio de Chisináu - 42; Región de Transnistria - 16; Distrito de Cahul - 8; Municipio de Balti - 7; Distrito de Ungheni - 7; Unidad Territorial Autónoma de Gagauzia - 6 (todas en el distrito de Ceadir-Lunga); Distrito de Soroca - 6; Distrito de Edinet - 5; Distrito de Ocnita - 5; Distrito de Straseni - 5; Distrito de Ialoveni - 4; Distrito de Anenii Noi - 3; Distrito de Căușeni - 3; Distrito Criuleni - 3; Distrito de Dubăsari - 3; Distrito de Rezina - 3; Distrito de Basarabeasca - 2; Distrito de Fălești - 2; Distrito de Hîncești - 2; Distrito de Orhei - 2; Distrito de Călărași - 1; Distrito de Leova - 1; Distrito de Rîșcani - 1; Distrito de Ștefan-Vodă - 1; Distrito de Telenești - 1. Del número total de nuevos casos registrados en este día, 25 eran empleados de instituciones médicas: médicos - 6, enfermeras - 14, personal de apoyo - 5. Además, se registraron 9 muertes durante ese día (la más alta fatalidad diaria desde que se registró el primer caso en Moldavia el 7 de marzo de 2020) y, por lo tanto, el número total de muertes llegó a 161.[41]
- 15 de mayo de 2020 : durante este día se realizaron 1344 pruebas (1117 pruebas primarias y 227 pruebas repetidas). Como resultado, se registraron 192 nuevos casos y, por lo tanto, el número total de personas infectadas desde el 7 de marzo de 2020 llegó a 5745. Del número total de nuevos casos registrados, 18 eran empleados de instituciones médicas: médicos - 5, enfermeras - 8, personal de apoyo - 5. El mismo día, 52 personas se recuperaron (el número total de recuperaciones llegó a 2280) y 8 personas murieron (el número total de muertes llegó a 202).[42][43]

La Comisión Nacional Extraordinaria de Salud Pública adoptó la Decisión No. 10 que dispuso lo siguiente:
1. Se declara el estado de emergencia en salud pública para todo el territorio de la República de Moldavia para el período del 16 de mayo al 30 de junio de 2020, con la posibilidad de extender este período en función de la evolución de la situación epidemiológica.
2. El Ministerio de Salud, Trabajo y Protección Social y la Agencia Nacional de Salud Pública están designados como autoridades públicas responsables de gestionar la emergencia de salud pública.
3. Las decisiones de la Comisión Nacional Extraordinaria de Salud Pública son de obligado cumplimiento para las autoridades de la administración pública central y local, para las personas jurídicas y naturales, independientemente del campo de actividad y la forma jurídica organizativa.
4. El incumplimiento de las disposiciones / medidas establecidas por la Comisión Nacional de Salud Pública es un peligro para la salud pública y servirá de base para el enjuiciamiento de las infracciones administrativas o penales.

### Estado de emergencia en salud pública (desde el 16 de mayo de 2020)

#### Desde el 16 de mayo de 2020
- 16 de mayo de 2020 : se realizaron 1429 pruebas durante este día (1180 pruebas primarias y 249 pruebas repetidas). Como resultado, se registraron 189 nuevos casos y, por lo tanto, el número total de personas infectadas desde el 7 de marzo de 2020 llegó a 5934. Del número total de nuevos casos registrados, 30 eran empleados de instituciones médicas: médicos - 9, enfermeras - 13, personal de apoyo - 8. El mismo día, 64 personas se recuperaron (el número total de recuperaciones llegó a 2344) y 5 personas murieron (el número total de muertes llegó a 207).[45][46]

Número de casos (azul) y número de fallecidos (rojo) en una escala logarítmica.

## Vacunación
Moldavia comenzó su campaña de vacunación el 2 de marzo de 2021, después de recibir 21.600 unidades de la vacuna COVID-19 Oxford-AstraZeneca de una donación de Rumania dada el 27 de febrero de 2021. Este país ya había prometido a Moldavia el 29 de diciembre de 2020 que le regalaría un total de 200.000 dosis de vacunas como parte de un proyecto de colaboración sobre la pandemia de COVID-19 y otros temas entre Moldavia y Rumania. 1.810 de las vacunas que Rumania donó también se utilizaron en Transnistria. Moldavia también recibiría unas 14.400 dosis de vacuna Oxford-AstraZeneca a través del programa COVAX para ayudar a los países pobres a adquirir unidades de vacunación COVID-19 el 5 de marzo de 2021, convirtiéndose en el primer país europeo en hacerlo. Moldavia recibió más donaciones de Rumania el 27 de marzo de 2021 (50.400 unidades de vacunación) y el 17 de abril de 2021 (132.000 dosis de vacuna). El país también fue donado 2.000 unidades de vacunas COVID-19 de Sinopharm de los Emiratos Árabes Unidos (EAU) el 13 de marzo de 2021.